# Biflustra lamellosa
Biflustra lamellosa är en mossdjursart som först beskrevs av Ferdinand Canu och Ray Smith Bassler 1929.  Biflustra lamellosa ingår i släktet Biflustra och familjen Membraniporidae. Inga underarter finns listade i Catalogue of Life.